# Planeta
|  | Per a altres significats, vegeu «Grupo Planeta». |

|  | «Planetes» redirigeix aquí. Vegeu-ne altres significats a «Planetes (sèrie de televisió)». |

Un planeta és un objecte astronòmic que orbita al voltant d'un estel o romanent estel·lar, té prou massa perquè la seva gravetat li doni una forma esfèrica, no té prou massa per iniciar una reacció de fusió termonuclear i, segons la definició aprovada per la Unió Astronòmica Internacional (UAI), que no ha estat acceptada per tots els científics planetaris, ha netejat el seu veïnatge immediat de planetesimals.
Així, es denomina planeta cadascun dels cossos que descriuen òrbites el·líptiques al voltant del Sol o, en general, d'un estel. Són planetes del sistema solar: Mercuri, Venus, la Terra, Mart, Júpiter, Saturn, Urà i Neptú. No ho són Ceres, que es considera un planeta nan, ni Plutó, considerat el paradigma dels planetes nans transneptunians, molts dels quals encara sense nom.

## Etimologia
La paraula en català planeta ve directament del llatí planeta, que al seu torn és una derivada del grec πλανήτης (planētes), que vol dir 'errant', 'vagabund', és a dir, 'que va d'un costat a un altre, sense tenir una posició o lloc fix'. Els antics astrònoms grecs es van adonar que certs objectes celestials no es mantenien fixos. Van anomenar aquests objectes πλάνητες ἀστέρες (plànetes asteres, 'estels errants') o simplement πλανήτοι (planètoi: 'errants').
Al món grecoromà s'atribuïa molta influència quotidiana als cossos celestes tals com els planetes, i se'ls associava amb minerals i déus. El sol formava l'or, la lluna la plata. Venus (Afrodita - deessa de la bellesa i l'amor, per ser el planeta més brillant), formava el llautó; Júpiter (Zeus - déu pare, per ser el segon més brillant), formava l'ambre; Saturn (Chronos - déu del temps, per ser el més lent), formava el plom; Mart (Ares - déu de la guerra, pel seu color vermell com la sang), formava el ferro; Mercuri (Hermes - déu dels comerciants i missatger dels déus, per estar prop del Sol), formava l'estany. Diversos dies de la setmana porten els seus noms en les llengües romàniques i en l’anglès.

## Història

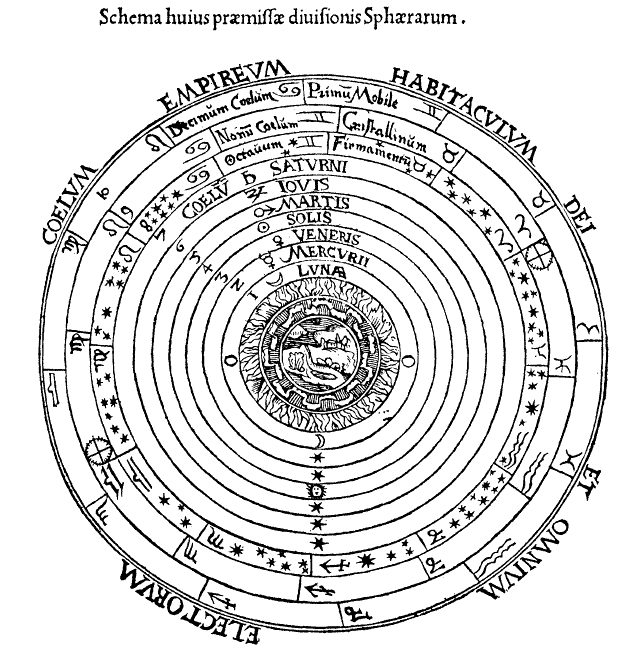
Model geocèntric de Cosmographia, Anvers, 1539

La idea dels planetes ha anat evolucionant al llarg de la història, des dels estels errants divins fins als objectes mundans de l'era científica. El concepte també ha evolucionat per incloure altres sistemes extrasolars.
A l'antiga Grècia, a la Xina, a Babilònia i, de fet, en totes les civilitzacions premodernes, gairebé tothom creia que la Terra estava al centre de l'Univers i que tots els «planetes» giraven al voltant de la Terra.

### Babilònia
La primera civilització occidental que se sap que tenia un teoria funcional sobre els planetes eren els babilonis, que van viure a Mesopotàmia el primer i el segon mil·lenni aC. El text astronòmic més antic conservat és una taula de Venus d'Ammisaduqa, una còpia del segle VII aC d'una llista d'observacions dels moviments del planeta Venus que probablement data del segon mil·lenni aC. Els babilonis també van fundar les bases del que finalment esdevindria l'astrologia occidental. En Enuma anu enlil, escrit durant el període neoassiri el segle vii aC, hi ha una llista de presagis i les seves relacions amb diferents fenòmens celestials com el moviment dels planetes. Els sumeris, els predecessors dels babilonis i una de les primeres civilitzacions, van identificar Venus almenys el 1500 aC.

### De l'antiga Grècia a l'Europa medieval
| "Esferes planetàries" de Ptolemeu |        |             |        |       |        |           |            |
| Modern                            | Lluna  | Mercuri     | Venus  | Sol   | Mart   | Júpiter   | Saturn     |
| Europa medieval                   | ☾ LVNA | ☿ MERCVRIVS | ♀VENVS | ☉ SOL | ♂ MARS | ♄ IVPITER | ♃ SATVRNVS |

L'antic sistema cosmològic grec va ser pres del dels babilonis, dels quals van començar a adquirir l'aprenentatge astronòmic al voltant del 600 aC, incloent-hi les constel·lacions i el zodíac. Al segle vi aC, en els babilonis el coneixement astronòmic era molt més avançat que el dels grecs. Les fonts gregues antigues que es coneixen, com la Ilíada i l'Odissea, no mencionen els planetes.
Al segle i aC, els grecs havien començat a desenvolupar els seus propis esquemes matemàtics per predir les posicions dels planetes. Aquests sistemes, que es basen en la geometria en lloc de l'aritmètica dels babilonis, a la llarga podrien eclipsar els babilonis amb teories de la complexitat i amplitud, que representen la major part dels moviments astronòmics observats des de la Terra a simple vista. Aquestes teories arribarien a la màxima expressió en l'Almagest, escrit per Ptolemeu al segle 2 aC. Tal era el domini del model de Ptolemeu, que va substituir tots els treballs anteriors sobre astronomia i es va mantenir com el text definitiu astronòmic en el món occidental durant tretze segles.
Per als grecs i els romans, hi havia set planetes coneguts, cadascú suposat al voltant de la Terra d'acord amb les complexes lleis establertes per Ptolemeu. Eren, en ordre creixent des de la Terra (en ordre de Ptolemeu): la Lluna, Mercuri, Venus, el Sol, Mart, Júpiter i Saturn.

### Canvi de paradigma
Amb l'adveniment de la teoria heliocèntrica de Copèrnic (1543) (que té un precedent en la d'Aristarc de Samos), la Terra va ser considerada com a planeta, i el Sol i la Lluna van deixar de ser-ho. Per tant, el nombre de planetes va ser reduït a sis. L'any 1781, William Herschel va descobrir Urà, l'any 1846 Johann Galle va descobrir Neptú i l'any 1930 Clyde Tombaugh va descobrir Plutó, que va ser considerat un planeta fins a l'any 2006, any en què la Unió Astronòmica Internacional canvià la definició de planeta i creà la classe d'objectes denominats planetes nans.
Actualment, els planetes que millor coneixem són els vuit del nostre sistema solar. Els quatre més acostats al Sol són planetes tel·lúrics: Mercuri, Venus, la Terra i Mart. Els altres quatre més llunyans són planetes de gas: Júpiter, Saturn, Urà i Neptú.
Però s'han descobert altres planetes. Es coneixen com a planetes extrasolars. Són planetes que orbiten al voltant d'altres estels que no són el Sol. L'any 1995, astrònoms de l'observatori de Ginebra van descobrir un planeta extrasolar amb una massa comparable a la de Júpiter orbitant al voltant de 51 Pegasi, un estel similar al Sol. Anys més tard, astrònoms nord-americans van descobrir dos planetes més grans que Júpiter a les òrbites de dos estels similars al Sol, 47 Ursae Majoris i 70 Virginis.

### El Renaixement europeu
| Planetes del Renaixement |       |       |      |         |        |
| Mercuri                  | Venus | Terra | Mart | Júpiter | Saturn |

Els cinc planetes clàssics, visibles a ull nu, han estat coneguts des de temps antics, i han tingut un impacte significatiu en mitologia, cosmologia religiosa i astronomia antiga. A mesura que el coneixement científic augmentava, tanmateix, la comprensió del terme planeta canviava d'una cosa que es movia al llarg del cel a un cos que orbitava la Terra; i al segle xvi, una cosa que orbitava directament el Sol, quan el model heliocèntric de Nicolau Copèrnic, Galileu i Kepler va guanyar influència.
Inicialment, quan es van descobrir els primers satèl·lits de Júpiter i Saturn al segle xvii, els termes planeta i satèl·lit es podien intercanviar –tot i que l'últim esdevindria gradualment més utilitzant al segle següent. Fins a mitjan segle xix, el nombre de "planetes" va augmentar ràpidament, ja que la comunitat científica llistava com a planeta qualsevol objecte descobert que orbités el Sol.

### Seglexix
| Planetes de principis del 1800 |       |       |      |       |      |       |         |         |        |     |
| Mercuri                        | Venus | Terra | Mart | Vesta | Juno | Ceres | Pal·les | Júpiter | Saturn | Urà |

Al segle xix, els astrònoms van adonar-se que els planetes recentment descoberts que havien estat classificats com a planetes durant mig segle (com Ceres, Pal·les i Vesta) eren molt diferents que els tradicionals. Aquests cossos estaven en la mateixa regió de l'espai entre Mart i Júpiter (el cinturó d'asteroides), i tenien una massa molt menor; per això, es van reclassificar com a "asteroides". Com que no hi havia definició formal, es va entendre un planeta com a qualsevol cos "gran" que orbitava el Sol. Com que hi havia molta diferència entre planetes i asteroides, i semblava que els descobriments s'havien acabat després del de Neptú el 1846, no se'n necessitava cap definició formal.

### Segle XX
| Planetes des de finals del 1800 fins al 1930 |       |       |      |         |        |     |       |
| Mercuri                                      | Venus | Terra | Mart | Júpiter | Saturn | Urà | Neptú |

Tanmateix, al segle xx es va descobrir Plutó. Les observacions inicials van fer pensar que era més gran que la Terra, i per això de seguida es va acceptar com a novè planeta. Posteriorment, es va descobrir que el cos era de fet molt més petit: el 1936, Raymond Lyttleton va suggerir que Plutó podria ser un satèl·lit escapat de Neptú i el 1964 Fred Whipple va suggerir que Plutó podria ser un cometa. Tanmateix, com que encara era més gran que els asteroides coneguts i semblava que no formava part d'una població més gran, es va mantenir el seu estat fins al 2006.
| Planetes 1930-2006 |       |       |      |         |        |     |       |       |
| Mercuri            | Venus | Terra | Mart | Júpiter | Saturn | Urà | Neptú | Plutó |

El 1992, els astrònoms Aleksander Wolszczan i Dale Frail van anunciar el descobriment de planetes al voltant d'un púlsar, PSR B1257+12. Aquest descobriment es considera generalment la primera detecció d'un sistema planetari al voltant d'un altre estel. Llavors, el 6 d'octubre de 1995, Michel Mayor i Didier Queloz de la Universitat de Ginebra va anunciar la primera detecció definitiva d'un exoplaneta orbitant un estel de seqüència principal ordinari (51 Pegasi).
El descobriment de planetes extrasolars va portar una altra ambigüitat en la definició de planeta; el punt en què un planeta esdevé un estel. Molts planetes extrasolars són diverses vegades la massa de Júpiter, apropant-se a objectes estel·lars coneguts com a nanes marrons. Les nanes marrons es consideren generalment estels, ja que poden fusionar deuteri, un isòtop pesant de l'hidrogen. Mentre que els estels de més de 75 vegades la massa de Júpiter fusionen hidrogen, els estels amb només 13 masses de Júpiter poden fusionar deuteri. Tanmateix, el deuteri és força rar, i la major part de les nanes marrons haurien deixat de fusionar deuteri molt abans del seu descobriment. Això les faria indistingibles de planetes supermassius.

### Segle XXI
| Planetes 2006- |       |       |      |         |        |     |       |
| Mercuri        | Venus | Terra | Mart | Júpiter | Saturn | Urà | Neptú |

Amb el descobriment durant la segona meitat del segle xx de més objectes del sistema solar i objectes grossos al voltant d'altres estels, van sorgir conflictes sobre la definició dels planetes. Hi va haver desacord en particular sobre si un objecte ha de ser considerat un planeta si forma part d'una població, com un cinturó, o si era prou gran per generar energia mitjançant la fusió termonuclear del deuteri.
Un nombre creixent d'astrònoms va advocar per Plutó en la desclassificació com a planeta, ja que s'havien descobert molts objectes de mida similar a la mateixa regió (el cinturó de Kuiper) durant la dècada de 1990 i principis de 2000. Es va descobrir que Plutó només era un dels cossos d'una població de milers.
Reconeixent el problema, la Unió Astronòmica Internacional va crear la definició de planeta el 2006. El nombre de planetes es va reduir als vuit cossos més grans que havien netejat la seva òrbita (Mercuri, Venus, Terra, Mart, Júpiter, Saturn, Urà i Neptú), i es va crear una nova classe, els planetes nans. Inicialment, eren Ceres, Plutó i Eris.

#### La definició de planeta extrasolar
| Planetes nans de 2006- |       |          |        |      |
| Ceres                  | Plutó | Makemake | Haumea | Eris |

El 2003, la Unió Astronòmica Internacional (UAI), Grup de Treball sobre planetes extrasolars, va fer una declaració de posició sobre la definició d'un planeta que incorpora la següent definició de treball, en la seva majoria es va concentrar a la frontera entre planetes i els nans marrons:

1. Objectes amb masses reals per sota dels límits de la massa per a la fusió termonuclear del deuteri (calculat actualment a 13 vegades la massa de Júpiter per a objectes amb tanta abundància isotòpica com el Sol), que orbiten al voltant d'estels o restes estel·lars, són "planetes" (no importa com es van formar). La massa i la grandària mínima requerida perquè un objecte extrasolar sigui considerat planeta ha de ser la mateixa que la utilitzada en el sistema solar.
2. Els objectes subestelars amb masses reals per sobre dels límits de la massa per a la fusió termonuclear del deuteri són "nanes marrons", no importa com es van formar o on es trobin.
3. Flotant lliurement en cúmuls estel·lars joves amb masses per sota dels límits de la massa per a la fusió termonuclear del deuteri, no són "planetes", sinó que són "subnanes marrons" (o el nom que sigui més apropiat).

Aquesta definició ha estat àmpliament utilitzada pels astrònoms quan els descobriments d'exoplanetes s'han publicat en revistes acadèmiques. [32] Tot i que temporalment, continua sent una eficaç definició de treball fins que s'adopti formalment un caràcter més permanent. No obstant això, no aborda la controvèrsia sobre el límit inferior de massa, [33] que es va mantenir allunyat de la controvèrsia sobre els objectes en el sistema solar.

## Classificacions anteriors
La taula de sota llista cossos del sistema solar anteriorment considerats planetes:
| Cossos                                                                                | Notes |
| ------------------------------------------------------------------------------------- | --- |
| Sol, Lluna                                                                            | Classificats com a planetes en l'antiguitat, d'acord amb la definició emprada llavors. |
| Ió, Europa, Ganímedes i Cal·list                                                      | Les quatre llunes més grosses de Júpiter, conegudes com a llunes galileanes per haver estat descobertes per Galileo Galilei. Ell s'hi va referir com a "planetes medicians" en honor del patronatge dels Medici. |
| Tità,[b] Jàpet,[c] Rea,[c] Tetis,[d] i Dione[d]                                       | Cinc de les llunes de Saturn descobertes per Christiaan Huygens i Giovanni Domenico Cassini. |
| Ceres,[e] Pal·les, Juno, i Vesta                                                      | Els primers asteroides coneguts, descoberts entre 1801 i 1807 fins a la seva reclassificació com a asteroides cap al 1850. Ceres ha estat subseqüentment classificat com un planeta nan.                         |
| Astrea, Hebe, Iris, Flora, Metis, Higiea, Partènope, Victòria, Egèria, Irene, Eunòmia | Més asteroides, descoberts entre 1845 i 1851. La ràpida expansió de la llista va acabar provocant la seva reclassificació com a asteroides pels astrònoms, i això va acabar sent amplament acceptat el 1854.     |
| Plutó[f]                                                                              | Objecte transneptunià amb semieixos majors més enllà de Neptú. El 2006, Plutó va ser reclassificat com un planeta nan.                                                                                           |

## Formació
No se sap del cert com es formen els planetes. La teoria prevalent és que es formen durant el col·lapse d'una nebulosa en un disc de gas i pols prima. Un protoestel es forma al centre, envoltada d'un disc protoplanetari rotant. De mica en mica, les partícules de pols van acumulant massa per formar cossos cada cop més grans. Es formen concentracions de massa locals, anomenades planetesimals, que acceleren el procés d'acreció atraient encara més massa per la seva atracció gravitacional. Aquestes concentracions esdevenen més denses fins que col·lapsen sota la gravetat per formar protoplanetes. Després que un planeta arribi a un diàmetre superior al de la Lluna, comença a acumular una atmosfera que augmenta el ritme de captura de planetesimals a causa del fre aerodinàmic.

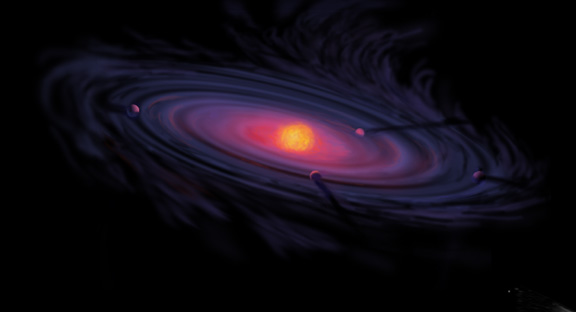
Impressió artística d'un disc protoplanetari

Quan el protoestel creix prou per formar un estel, el disc supervivent s'elimina cap enfora a causa de la fotoevaporació, vent solar, fre Poynting-Robertson i altres efectes. Posteriorment, encara hi pot haver molts protoplanetes orbitant al voltant de l'estel, però amb el temps col·lidiran i formaran un únic planeta més gran o alliberaran material que absorbiran protoplanetes més grans o planetes. Els objectes que han esdevingut més grans capturaran més matèria al seu veïnat orbital per esdevenir planetes. Mentrestant, els protoplanetes que han evitat col·lisions poden esdevenir satèl·lits naturals de planetes per un procés anomenat captura gravitacional, o romandre en cinturons d'altres objectes i esdevenir planetes nans.
Els impactes energètics dels planetesimals més petits (de la mateixa manera que la radioactivitat) escalfaran el planeta, fent que es fongui parcialment. L'interior del planeta es comença a diferenciar per massa, desenvolupant un nucli més dens. Els planetes terrestres més petits perden les seves atmosferes a causa d'aquesta acreció, però els gasos perduts es poden substituir per desgasificació del mantell i dels impactes de cometes.
Amb el descobriment i observació de més sistemes planetaris al voltant d'altres estels, ha estat possible elaborar, revisar o fins i tot substituir aquesta informació. Es creu que el nivell de metal·licitat –un terme astronòmic per a descriure l'abundància d'elements químics amb un nombre atòmic superior a 2 (heli)– determina la possibilitat que un estel tingui planetes.

## Sistema solar

Els planetes i els planetes nans del sistema solar. (Mides a escala, distàncies no a escala)

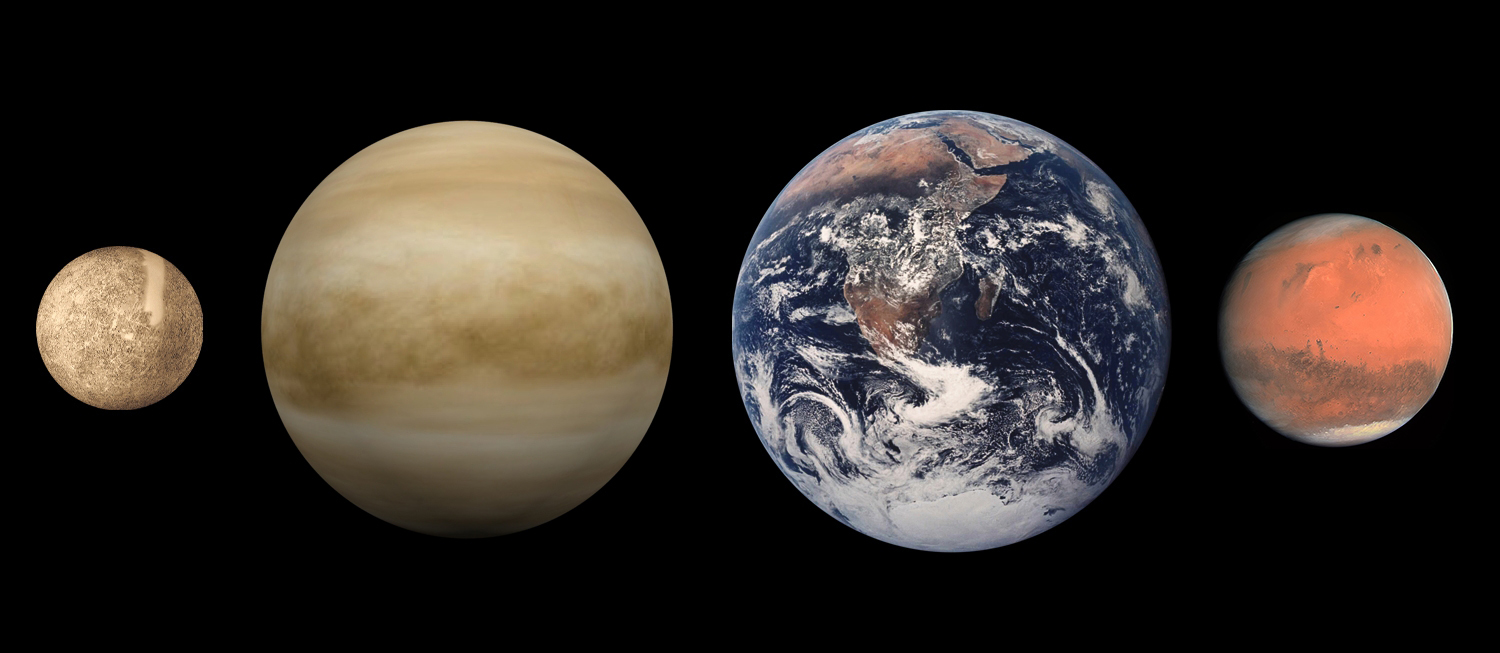
Els planetes terrestres: Mercuri, Venus, Terra i Mart (a escala)

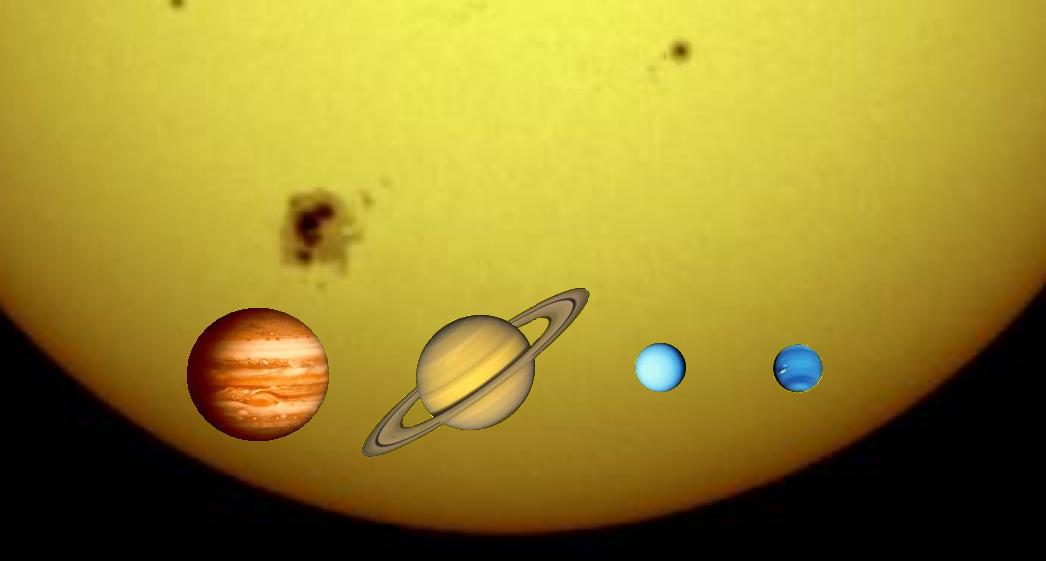
Els quatre gegants gasosos contra el Sol: Júpiter, Saturn, Urà, Neptú (a escala)

D'acord amb la definició actual de la UAI, hi ha vuit planetes al sistema solar. Per ordre de distància creixent al Sol, són:
1. Mercuri
2. Venus
3. Terra
4. Mart
5. Júpiter
6. Saturn
7. Urà
8. Neptú

Júpiter, amb 318 masses terrestres, és el més gros, mentre que Mercuri, amb 0,055 masses terrestres és el més petit.
Els planetes del sistema solar es poden dividir en categories basant-se en la seva composició:
- Rocosos: planetes que són similars a la Terra, amb cossos bàsicament composts de roca: Mercuri, Venus, Terra i Mart.
- Gegants gasosos (jovians): planetes amb una composició de bàsicament de material gasós i que són significativament més massius que els terrestres: Júpiter, Saturn, Urà, Neptú. Els gegants glaçats, que comprenen Urà i Neptú, són una subclasse de gegants gasosos, que es distingeixen dels gegants gasosos per la seva massa més petita, i per la depleció d'hidrogen i heli de les seves atmosferes, amb una proporció significativament alta de roca i gel.
- Planetes nans: abans de la decisió de l'agost del 2006, diversos objectes varen ser proposats per astrònoms com a planetes. Tanmateix, el 2006, diversos d'aquests planetes varen ser reclassificats com a planetes nans, objectes diferents dels planetes. Actualment, la UAI reconeix cinc planetes nans en el sistema solar: Ceres, Plutó, Haumea, Makemake i Eris. Tant en el cinturó d'asteroides com en el cinturó de Kuiper, hi ha un total de fins a una cinquantena d'objectes en consideració. I n'hi podria haver 200 per descobrir un cop el cinturó de Kuiper hagi estat completament explorat. Els planetes nans comparteixen moltes característiques amb els planetes, i n'és la principal diferència que no són dominants en les seves òrbites. Per definició, tots els planetes nans són membres d'una població més gran. Ceres és el cos més gran del cinturó d'asteroides, mentre que Plutó i Makemake són membres del cinturó de Kuiper i Eris és un membre del disc dispers. Científics com Mike Brown creuen que hi poden haver una quarantena d'objectes transneptunians que es podrien classificar com a planetes nans sota la definició de la UAI.[39]

| | Nom       | Diàmetre equatorial[a] | Massa[a] | Radi orbital (ua) | Període orbital (anys) | Inclinació a l'equador solar (°) | Excentricitat orbital | Període de rotació (dies) | Satèl·lits batejats[c] | Anells | Atmosfera |
| --- | --------- | ---------------------- | -------- | ----------------- | ---------------------- | -------------------------------- | --------------------- | ------------------------- | ---------------------- | ------ | --------- |
| Rocosos | Mercuri   | 0.382                  | 0.06     | 0.39              | 0.24                   | 3.38                             | 0.206                 | 58.64                     | —                      | no     | mínima    |
| Rocosos | Venus     | 0.949                  | 0.82     | 0.72              | 0.62                   | 3.86                             | 0.007                 | -243.02                   | —                      | no     | CO2, N₂   |
| Rocosos | Terra[b]  | 1.00                   | 1.00     | 1.00              | 1.00                   | 7.25                             | 0.017                 | 1.00                      | 1                      | no     | N₂, O₂    |
| Rocosos | Mart      | 0.532                  | 0.11     | 1.52              | 1.88                   | 5.65                             | 0.093                 | 1.03                      | 2                      | no     | CO2, N₂   |
| Gegants gasosos | Júpiter   | 11.209                 | 317.8    | 5.20              | 11.86                  | 6.09                             | 0.048                 | 0.41                      | 49                     | sí     | H₂, He    |
| Gegants gasosos | Saturn    | 9.449                  | 95.2     | 9.54              | 29.46                  | 5.51                             | 0.054                 | 0.43                      | 52                     | sí     | H₂, He    |
| Gegants gasosos | Urà       | 4.007                  | 14.6     | 19.22             | 84.01                  | 6.48                             | 0.047                 | -0.72                     | 27                     | sí     | H₂, He    |
| Gegants gasosos | Neptú     | 3.883                  | 17.2     | 30.06             | 164.8                  | 6.43                             | 0.009                 | 0.67                      | 13                     | sí     | H₂, He    |
| Nans | (1) Ceres | 0,08                   | 0,000 2  | 2,5–3,0           | 4,60                   | 10,59                            | 0,080                 | 0,38                      | 0                      | no     | cap       |
| Nans | Plutó     | 0,19                   | 0,002 2  | 29,7–49,3         | 248,09                 | 17,14                            | 0,249                 | −6.39                     | 3                      | no     | temporal  |
| Nans | Haumea    | 0,37×0,16              | 0,000 7  | 35,2–51,5         | 285,38                 | 28,19                            | 0,189                 | 0,16                      | 2                      |        |           |
| Nans | Makemake  | ~0,12                  | 0,000 7  | 38,5–53,1         | 309,88                 | 28,96                            | 0,159                 | ?                         | 0                      | ?      | ? [d]     |
| Nans | Eris      | 0,19                   | 0,002 5  | 37,8–97,6         | ~557                   | 44,19                            | 0,442                 | ~0,3                      | 1                      | ?      | ? [d]     |
| a Mesurat respecte a la Terra. b Vegeu l'article Terra per a valors absoluts. c Júpiter té el nombre més gran de satèl·lits naturals (63) del sistema solar. d Com Plutó, quan està a prop del periheli, se sospita d'una possible atmosfera temporal. |           |                        |          |                   |                        |                                  |                       |                           |                        |        |           |

## Planetes interstel·lars
Diverses simulacions per ordinador de formació estel·lar i de sistemes planetaris han suggerit que alguns objectes de massa planetària serien expulsats a l'espai interestel·lar. Alguns científics han argumentat que aquests objectes itinerants s'haurien de classificar com a planetes. Tanmateix, d'altres han suggerit que haurien de ser considerats estels de poca massa. La comissió de la UAI per a la definició dels planetes extrasolars no hi ha pres posicions.

## Planetes i noms dels dies de la setmana
Avui dia planeta designa aquell astre que gira al voltant del Sol. Però abans d'entendre l'Univers com ho fem ara, els observadors del cel, a més de veure-hi uns estels que sempre ocupaven el mateix lloc, n'hi veien també uns altres que s'hi movien de forma erràtica: el Sol, la Lluna, Mart, Mercuri, Júpiter, Venus i Saturn. El fet que aquests astres es moguessin imprevisiblement s'interpretava com a missatge dels déus i tenia a veure amb la sort de les persones.
- Els set planetes missatgers van donar nom als dies de la setmana: la Lluna (dies lunae>dilluns), Mart (dies martis>dimarts), Mercuri (dies mercurii>dimecres), Júpiter (dies jovis>dijous), Venus (dies veneris>divendres)… El dissabte havia estat el dia de Saturn, canviat després pels jueus i mantingut encara per la llengua anglesa: Saturday. El diumenge era el dia del Sol, el principal planeta, canviat pels cristians i mantingut també en anglès: Sunday.